# Empatogen
Empatogen är en term som uppkommit ur ett behov att skilja de "klassiska" hallucinogenerna från de nya syntetiska preparaten som skapats på senare dagar. Med empatogen (från empati) menar man att drogen påverkar personens sinnestillstånd snarare än att det påverkar personens varseblivning. De klassiska hallucinogenerna kallas som motsats enteogena.